# Lübeck-Travemünde F.2
Die Lübeck-Travemünde F.2 war ein deutsches Aufklärungswasserflugzeug des Ersten Weltkrieges.

## Geschichte
Die F.2 wurde bei der Flugzeugwerft Lübeck-Travemünde GmbH, einer Tochtergesellschaft der Deutschen Flugzeug-Werke Leipzig entwickelt und ab 1914 gebaut. Es war das erste bewaffnete Wasserflugzeug, das in Travemünde gefertigt wurde.
Der zweisitzige Doppeldecker mit einer Spannweite von rund 19 Metern, der auf dem Rumpf der DFW B-Typen aufbaute, war mit amphibischen Schwimmern ausgerüstet. Konstrukteur war Heinrich Oelerich. Als Triebwerk wurde ein Achtzylinder 220 PS (164 kW) Mercedes D.IV-Motor mit Getriebe und ein Vierblatt-Holz-Propeller verwendet. Die Besatzung bestand aus einem Piloten und einem Beobachter in Tandemsitzanordnung. Der Beobachterplatz war mit einem 7,92 mm Parabellum-Maschinengewehr, das auf einem Drehkranz montiert war, ausgerüstet.
Elf Maschinen vom Typ F.2 wurden bei den Seestreitkräften des Deutschen Reiches eingesetzt. Stationiert waren die Maschinen auf dem Wasserfluggelände Travemünde-Priwall, wo sich auch die Fliegerschule der Kaiserlichen Marine befand. Über den Verbleib der Maschinen ist nichts in der Literatur bekannt.
Die verschiedenen Maschinen variierten in Abmessungen und Gewichtsangaben; die nachstehenden Daten beziehen sich auf die F.2 mit der Nr. 677. Der zweite Prototyp wurde am 21. Dezember 1916 bestellt, mit der Marine-Nummer 677 am 2. Mai 1917 nach Warnemünde geliefert und am 3. Mai 1917 abgenommen.
Der Propeller wurde von der Firma Garuda zugeliefert. Der Durchmesser betrug 3,10 m bei einer Steigung von 3,0.

## Marinenummern zur Lübeck-Travemünde F 2
| 677 |  | 1147 | 1148 | 1149 | 1150 | 1151 | 1152 | 1153 | 1154 | 1155 | 1156 |
| --- |  | ---- | ---- | ---- | ---- | ---- | ---- | ---- | ---- | ---- | ---- |

## Technische Daten

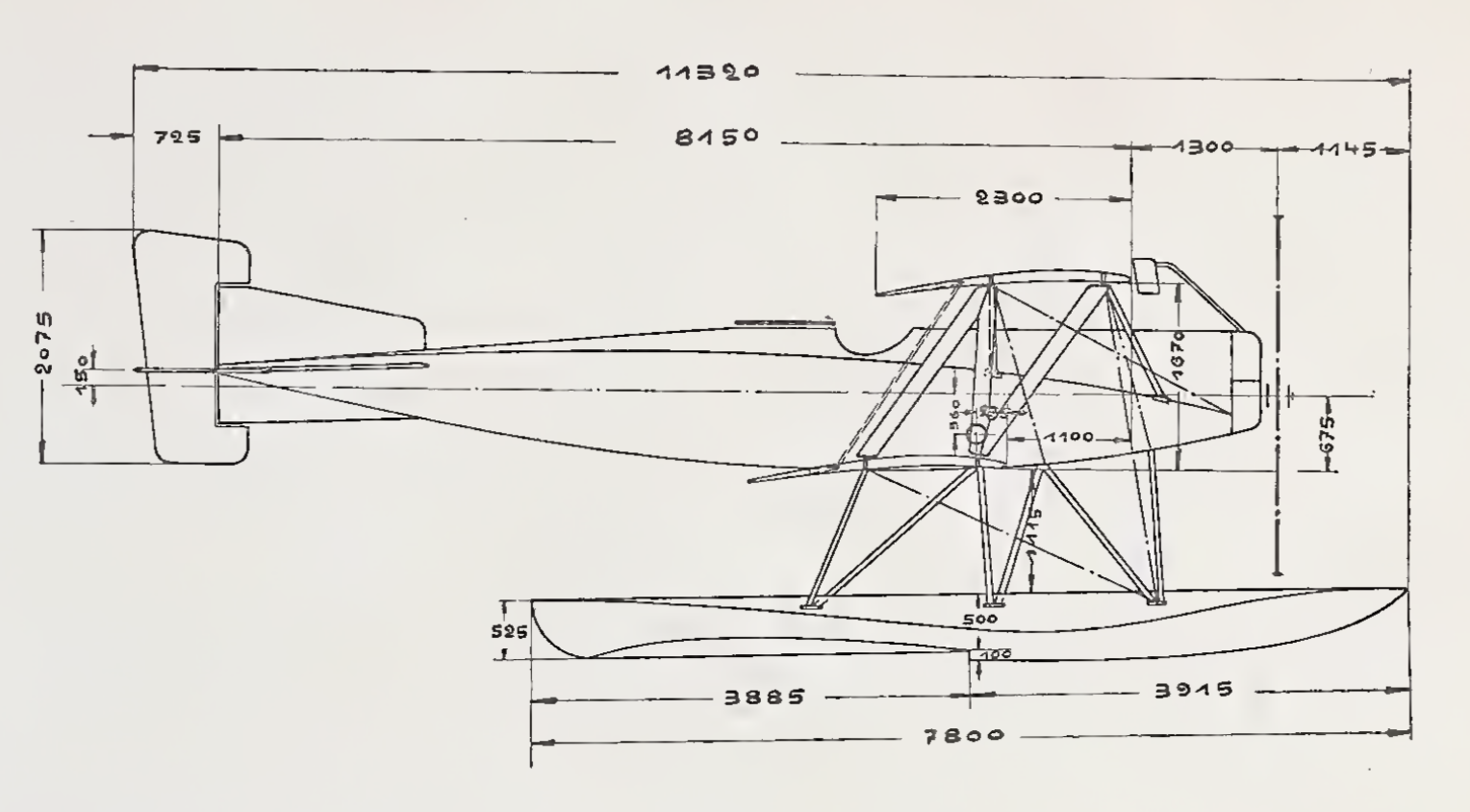
Seitenriss

| Kenngröße             | Daten (Marinenummer 1147)                                                                          |
| --------------------- | -------------------------------------------------------------------------------------------------- |
| Besatzung             | 2                                                                                                  |
| Länge                 | 11,32 m                                                                                            |
| Spannweite            | Oberflügel 18,00 m, Unterflügel 18,00 m                                                            |
| Höhe                  | 3,57 m                                                                                             |
| Flügelfläche          | 86 m²                                                                                              |
| Querruder             | 7,30 m²                                                                                            |
| Höhenruder            | 2,40 m²                                                                                            |
| Seitenruder           | 1,30 m²                                                                                            |
| Leermasse             | 1440 kg                                                                                            |
| Zuladung              | 664 kg                                                                                             |
| Startmasse            | 2104 kg                                                                                            |
| Triebwerk             | ein wassergekühlter 8-Zylinder-Reihenmotor Mercedes Mercedes D IV mit 220 PS (162 kW) Nennleistung |
| Brennstoffvolumen     | 406 l (293 kg)                                                                                     |
| Höchstgeschwindigkeit | 141 km/h auf Meereshöhe                                                                            |
| Steigleistung         | 7:30 min auf 1000 m Höhe 19 min auf 2000 m Höhe 30 min auf 2700 m Höhe                             |
| Dienstgipfelhöhe      | ? m                                                                                                |
| Reichweite            | ? km                                                                                               |
| Flugdauer             | 5 h                                                                                                |
| Bewaffnung            | ein Parabellum MG 14                                                                               |